# Musa formosana
Musa formosana är en enhjärtbladig växtart som först beskrevs av Otto Warburg, och fick sitt nu gällande namn av Bunzo Hayata. Musa formosana ingår i släktet bananer, och familjen bananväxter.
Artens utbredningsområde är Taiwan. Inga underarter finns listade i Catalogue of Life.